# ناديا بريتينباخ
ناديا بريتينباخ (من مواليد 17 مارس 1995 م) عارضة أزياء وحاملة لقب ملكة جمال ناميبية التي توجت بلقب ملكة جمال ناميبيا 2019. التي أقيمت يوم 6 يوليو 2019 في منتجع وكازينو ويندهوك، حيث أصبحت الممثل الرسمي لناميبيا وستمثل بلدها في مسابقة ملكة جمال الكون 2019.

## روابط خارجية
- missnamibia.com.na
- missuniverse.com

| الجوائز و الإنجازات | الجوائز و الإنجازات     | الجوائز و الإنجازات |
| ------------------- | ----------------------- | ------------------- |
| سبقه سلمى كمانيا    | ملكة جمال ناميبيا ‏ 2019 | تبعه TBD            |